# Mulat
Mulat ist ein census-designated place (CDP) im Santa Rosa County im US-Bundesstaat Florida. Das U.S. Census Bureau hat bei der Volkszählung 2020 eine Einwohnerzahl von 322 ermittelt. 

## Geographie
Mulat liegt rund 5 km südwestlich von Milton sowie etwa 20 km nordöstlich von Pensacola an der Pensacola Bay.

## Demographische Daten
Laut der Volkszählung 2010 verteilten sich die damaligen 259 Einwohner auf 61 Haushalte. 93,1 % der Bevölkerung bezeichneten sich als Weiße, 0,4 % als Afroamerikaner, 0,8 % als Indianer und 1,5 % als Asian Americans. 1,2 % gaben die Angehörigkeit zu einer anderen Ethnie und 3,1 % zu mehreren Ethnien an. 4,6 % der Bevölkerung bestand aus Hispanics oder Latinos.
Im Jahr 2010 lebten in 31,4 % aller Haushalte Kinder unter 18 Jahren sowie 24,8 % aller Haushalte Personen mit mindestens 65 Jahren. 74,3 % der Haushalte waren Familienhaushalte (bestehend aus verheirateten Paaren mit oder ohne Nachkommen bzw. einem Elternteil mit Nachkomme). Die durchschnittliche Größe eines Haushalts lag bei 2,41 Personen und die durchschnittliche Familiengröße bei 2,76 Personen.
24,3 % der Bevölkerung waren jünger als 20 Jahre, 18,5 % waren 20 bis 39 Jahre alt, 34,8 % waren 40 bis 59 Jahre alt und 22,4 % waren mindestens 60 Jahre alt. Das mittlere Alter betrug 44 Jahre. 47,1 % der Bevölkerung waren männlich und 52,9 % weiblich.
Das durchschnittliche Jahreseinkommen lag bei 72.250 $, dabei lebten 34,0 % der Bevölkerung unter der Armutsgrenze.